# Bagnolo Mella
Bagnolo Mella é uma comuna italiana da região da Lombardia, província de Bréscia, com cerca de 11.375 habitantes. Estende-se por uma área de 31 km², tendo uma densidade populacional de 367 hab/km². Faz fronteira com Capriano del Colle, Dello, Ghedi, Leno, Manerbio, Montirone, Offlaga, Poncarale.

## Demografia
| Variação demográfica do município entre 1861 e 2011                               |
|                                                                                   |
| Fonte: Istituto Nazionale di Statistica (ISTAT) - Elaboração gráfica da Wikipedia |